# Joan BonaNit
Joan Porras, també conegut com a Joan BonaNit, és un activista català a favor de l'alliberament dels presos polítics i de la República Catalana.

## Biografia
Joan Porras començà el seu activisme el 4 de juliol de 2018, després del trasllat dels presos polítics al Centre Penitenciari Lledoners. Porras es desplaçava cada dia fins al pla de Lledoners i a les 20.45 desitjava als presos una bona nit amb un megàfon, acompanyat de diverses desenes de persones. Porras anomenava un per un cada pres polític i els deia bona nit acompanyant aquest missatge de consignes com «us volem a casa» i «llibertat presos polítics». El seu acte es va fer viral el 16 d'octubre quan per primera vegada les càmeres van captar com Oriol Junqueras contestava «bona nit» des de dins de la presó.
L'activista també es va desplaçar fins a l'Hospital Penitenciari de Terrassa per a dir «bona nit» als presos polítics quan van finalitzar la vaga de fam i va ser l'impulsor de l'adaptació de la cançó «Bona nit» del grup musical Els Pets, dedicada als presos polítics, que es va tocar i cantar en directe el 25 de gener de 2018 al Centre Penitenciari Lledoners.
L'1 de gener de 2019, Carles Puigdemont i Toni Comín van unir-se a l'acte de Porras a través d'una videotrucada en directe per a desitjar bona nit als presos. El 7 de maig de 2019 es va fer pública la seva identitat amb motiu de la seva declaració al judici al procés independentista al Tribunal Suprem. El 26 de juny de 2019, dia en què els presos van tornar a Lledoners després del judici, va reprendre les salutacions i la premsa va destacar que coincidia amb el seu 24è aniversari. El 14 d'abril de 2020, Porras anuncià la publicació del llibre, Història d'un crit, on relata en primera persona la seva història i experiència. El novembre del mateix any, Porras va fer pública la seva afiliació a Junts per catalunya i va esdevenir el responsable d'organització del partit a la Vegueria de la Catalunya Central, càrrec que ocupà fins a l'octubre del 2024.
El 22 de juny de 2021, després de 771 bona nits, Joan BonaNit va fer l'últim «bona nit» amb motiu de la sortida dels presos polítics a conseqüència de l'indult. Joan Porras va formar part de la llista per la circumscripció electoral de Barcelona de la candidatura i Junts+ Carles Puigdemont per Catalunya a les eleccions al Parlament de Catalunya de 2024.